# La Rue de la Jeunesse
 (juillet 2022).
Si vous disposez d'ouvrages ou d'articles de référence ou si vous connaissez des sites web de qualité traitant du thème abordé ici, merci de compléter l'article en donnant les références utiles à sa vérifiabilité et en les liant à la section « Notes et références ».
Pour plus de détails, voir Fiche technique et Distribution.
La Rue de la Jeunesse (Улица молодости) est un film soviétique en noir et blanc du réalisateur Felix Mironer, également coauteur du scénario avec Marlen Khoutsiev, sorti en 1958. Ce films sort deux ans après le tournage du film Le Printemps dans la rue Zaretchnaïa («Весна на Заречной улице»), réalisé par Marlen Khoutsiev et Felix Mironer.

## Synopsis
L'action se passe en URSS dans la seconde moitié des années 1950. À la limite de Kiev est construit un nouveau quartier où est envoyé un groupe de garçons pour la construction, tous issus de la même école professionnelle. Un groupe de jeunes filles s'y rend, les sympathies et les amours s'éveillent alors. 

## Distribution
- Vladimir Zemlianikine : Ivan Kravtchouk
- Nikolaï Klioutchnev : Sergueï Nazarenko
- Inga Boudkevitch : Nina Tchepournaïa
- Lev Borissov : Kostia Loubianoï, le charpentier
- Sergueï Kourilov : Andreï Ilitch Svechnikov, le contremaître
- Pavel Volkov : Grigori Platonovitch Mostovoï
- Nikolaï Smortchkov : Kolesnik le grutier
- Lioubov Strijenova : Klava Brovtchenko
- Alexandre Lebedev : Kolia
- Vassili Fouchtchitch : l'ami de Kolia
- Stanislav Khitrov : Liocha
- Lilia Gourova : Véra
- Mikhaïl Kramar : Tolik
- Alfred Zinoviev : Volodia
- Evgueni Teterine : un locataire
- Gertruda Dvoïnikova : la secrétaire de Fiodorovitch

## Tournage
Le tournage se passe au début dans les environs de Kiev dans le quartier du Premier-Mai où l'on construit un quartier d'immeubles: 
« Les constructeurs du boulevard Tchokolovski, bien qu'ils nous aient copieusement grondé, nous ont finalement permis de filmer leurs grues en train de travailler, selon nos besoins. » (Vadim Kostromenko).
Inga Boudkevitch y joue son premier rôle principal, n'ayant tourné auparavant que dans deux rôles épisodiques. Khoutsiev et Mironer l'ont choisie après l'avoir vue dans un rôle d'étudiante du VGIK et l'ont invitée au tournage à Odessa.
C'est le premier rôle de Lioubov Strijenova qui tourne avec Vladimir Zemlianikine et ils tombent amoureux et se marient cette même année en 1958.
L'on entend dans ce film la chanson Dans la nuit du rossignol («В соловьиную ночь») chantée par Nina Postavnitcheva, ainsi que Qu'est-ce que c'est, pourquoi donc ? («Это что же, отчего же»), Soyons heureux dans cette rue («Пусть эта улица будет счастливою») sur des paroles d'Alexeï Fatianov et une musique de Leonid Bakalov. 
Le film est boudé par la critique et ne rencontre qu'un succès mitigé auprès du public.